# レッド川方面作戦
レッド川方面作戦（レッドかわほうめんさくせん、英:Red River Campaign、あるいはレッド川遠征、英:Red River Expedition）は、南北戦争中の1864年3月10日から5月22日にルイジアナ州のレッド川沿いで戦われた一連の戦闘である。この作戦は北軍の先手で始まり、北軍はナサニエル・バンクス少将の30,000名の部隊、南軍はリチャード・テイラーの6,000名から12,000名の部隊の間で争われた。
この作戦は元々北軍の総司令官ヘンリー・ハレックの発案であり、これを引き継いだユリシーズ・グラント中将がバンクスのメキシコ湾岸軍30,000名を使いアラバマ州モービルを占領することで、南軍の主力を包囲してしまおうという作戦に転用した。結果は北軍の惨憺たる失敗に終わり、お粗末な計画と管理の誤りによって特徴づけられ、一つの目的も十分に達成されなかった。テイラーは小さな軍隊でレッド川を守り、この戦争の中でも南軍の最も輝かしい成功の一つと考えられている。しかし、マンスフィールドの戦いでの南軍勝利の後、テイラーの直接の上官、エドマンド・カービー・スミス将軍の決断によって、テイラー軍で退却するバンクス軍を追撃する代わりにその半分を北のアーカンソー州に送ることになり、テイラーとスミスの間の反目を生み出すことになった。

## 北軍の目的

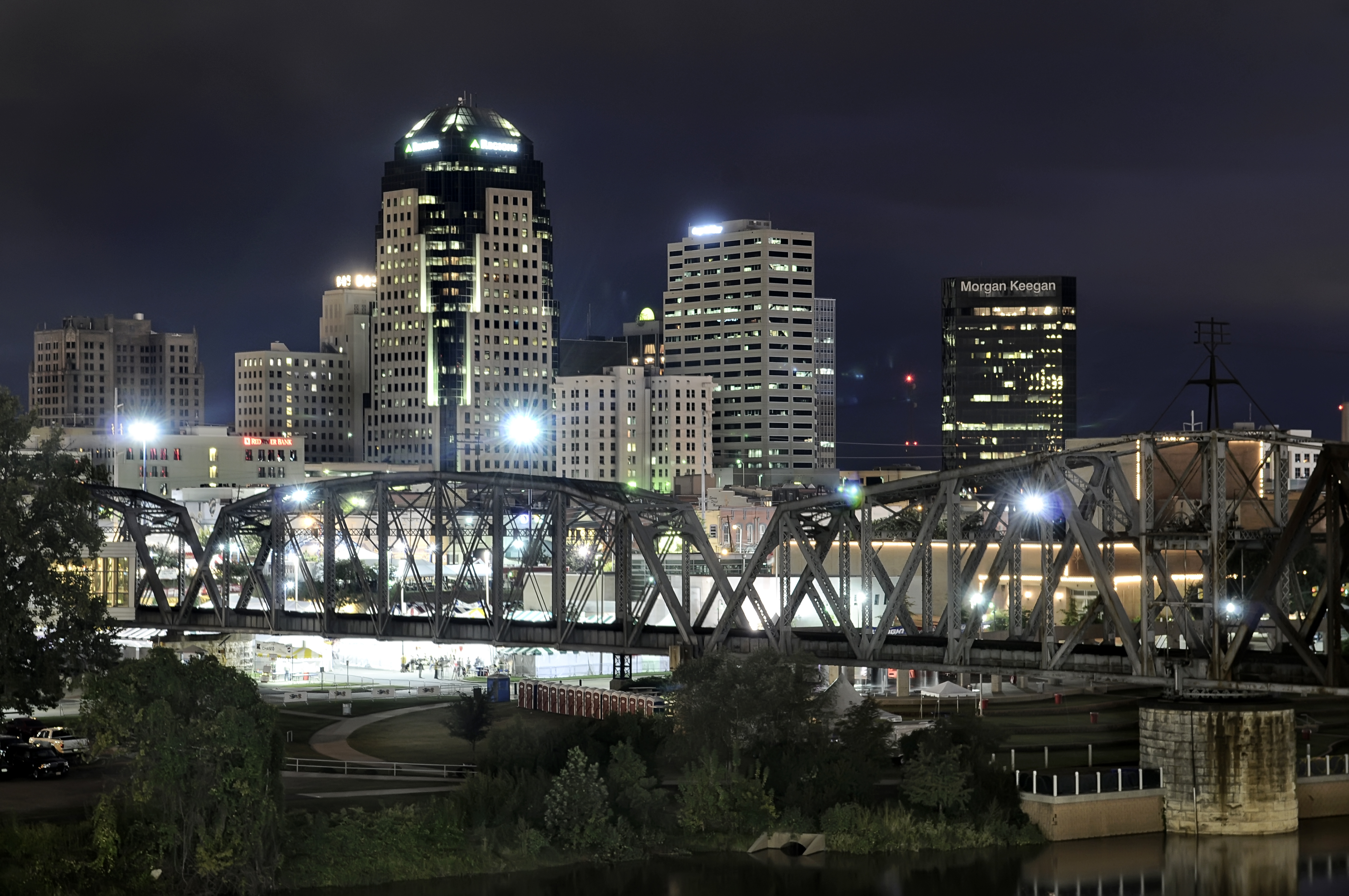

北軍はこの方面作戦の開始時に3つの目的を持っていた。
1. テイラーが指揮する南軍部隊を潰すこと
2. 南軍のミシシッピ圏方面軍作戦本部であるルイジアナ州シュリーブポートを占領し、レッド川より北を支配し、テキサス州東部を占領すること
3. レッド川沿いのプランテーションから10万樽以上の綿花を押収すること

ワシントンにおける戦略家達は東部テキサス州を占領しレッド川北部を支配すれば、テキサス州をアメリカ連合国の他の部分から切り離してしまえると考えた。テキサスは南軍が大いに必要とする銃、食糧その他の物資の供給元だった。
また、フランスのナポレオン3世がメキシコに送った25,000名のフランス軍がマクシミリアン皇帝の指揮下でテキサスの南軍と合流する可能性があり、南軍のミシシッピ圏方面軍に援軍を送るにはレッド川がその入り口に使われる怖れがあった。フランス軍に関しては後に事実無根であることが分かったが、ヘンリー・ハレックやエイブラハム・リンカーン大統領がこの作戦を立てるときに考慮された要素と考えられてきた。

## 作戦
ハレックの作戦は1864年1月に完成し、バンクスがニューオーリンズから20,000名の部隊を率いてバイユー・テッシュ地域（ルイジアナでバイユーという言葉は緩り流れる川や水流を言う）を通ってアレクサンドリアに向かい、そこでミシシッピ州ビックスバーグにいるウィリアム・シャーマンの軍隊からA・J・スミス准将指揮下の15,000名と合流することとされた。スミスの部隊をバンクスが使えるのは4月末までであり、その後は東部に派遣され他の軍事行動に使われるものとされていた。バンクスはこの合成部隊35,000名を指揮し、シュリーブポートへ向けてレッド川を遡る時にはアメリカ海軍のデイビッド・ポーター海軍准将の砲艦艦隊に支援されることになっていた。同時にアーカンソー州からはフレデリック・スティール少将の指揮する7,000名の部隊が南に向かってシュリーブポート攻撃時にバンクス軍と落ち合い、その占領後は町の守備隊となることになっていた。
この作戦は、バンクスの発案でハレックの戦略におけるシャーマンやポーターの役割を伝えるために幾らか遅れ、1864年3月初旬に行動を起こすことになった。バンクスはシャーマン、ハレックおよびポーターにデイビッド・ヒューストン少佐が作成した報告書を送り、大きな資源無しにはシュリーブポートや東テキサスの占領を維持していくことが不可能に近いことを明白に示していた。
バンクス軍の大半は大きな、訓練は行き届かない騎兵隊に伴われ、ミドル川の方向の北へ行軍することになっていた。バンクスは綿花の投機家達の同行を認め、ポーターは魅力的な海軍の戦利品である綿花を集めるためにバージを連れてきていた。
南軍の上層部は北軍の1864年春の作戦の主要標的がレッド川であるかモービルであるか、あるいはテキサス海岸であるかを決めかねていた。南軍のミシシッピ圏方面軍指揮官であるエドマンド・カービー・スミス将軍は、それでもシュリーブポート地域へ軍隊の多くを動かし始めた。

## 対戦した戦力

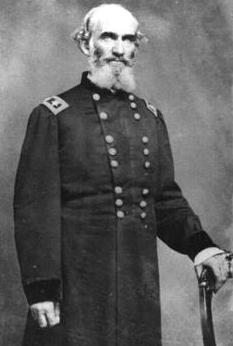
北軍のA・J・スミス准将

バンクスは全軍の指揮権を持っていたが、行軍操作はウィリアム・B・フランクリン少将に代行させた。フランクリン軍は約15,000名の歩兵、5,000名の騎兵そして恐らく40門の大砲があった。シャーマンはこのとき差し迫っているアトランタ方面作戦の準備中であり、西部軍から15,000名（3個師団）と川の1個旅団をA・J・スミス准将の指揮で貸し与えた。スティールはアーカンソー州から約7,000名を連れてきていた。川の移動を伴うときは、ポーターの23隻の戦隊がおり、うち13隻の砲艦の6隻は鉄の装甲艦だった。この戦争中ミシシッピ川より西の北軍作戦では最大のものだった。
この北軍の作戦に対抗するために南軍のジョン・マグルーダー少将は、東部テキサス方面軍から大半が騎兵の部隊を派遣した。ザカリー・テイラー元大統領の息子、西ルイジアナ方面軍のリチャード・テイラー中将がこの方面作戦の戦闘の大半を指揮した。当初の部隊は15,000名だった。マグルーダーの部隊はルイジアナに到着するのが遅れた。カービー・スミスも2個師団それぞれ7,000名をルイジアナ北西部に送りテイラーを支援した。南軍の海軍も4隻の鉄装甲艦、10隻の砲艦、14隻の綿花装甲ラム、および兵士や物資を運ぶための23隻の輸送船を揃えた。

## 戦闘
フランクリン軍の南部ルイジアナからの行軍は3月10日に始まった。一方、A・J・スミスとその2個軍団はビックスバーグから船でシムズポートまで降った。スミス隊は終夜の行軍の後で3月14日にレッド川沿いデ・ルッシー砦を急襲して占領し、317名の南軍兵を捕虜にし、南軍で使える唯一の重量砲を捕獲した。このことで作戦の開始を報せることになった。ポーター提督はこの時大した困難も無く川を塞いでいたどでかい筏を除去できた。
テイラーはアレクサンドリアを捨てての撤退を強いられ、ルイジアナ南部と中部を北軍に渡すことになった。
A・J・スミス軍は3月20日にアレクサンドリアに到着しフランクリンの直接指揮下にあるバンクス軍と落ち合うつもりだった。しかし、フランクリン軍はやっと3月25日にアレクサンドリアに到着し、バンクス自身は軍隊とは分かれて動いていたが、さらに1日遅れた。バンクスがスミス軍と落ち合うために折りよく到着できなかったことは、この作戦の間バンクストその部下の間に大きな不和を生じさせた兵站上の多くの誤りの始まりだった。
スミスはバンクスの到着を待つ間の3月21日に、ジョセフ・モーワー准将をアレクサンドリアからは上流のヘンダーソンヒルにあるテイラーの前哨基地に派遣して、テイラー軍の多くの騎兵と基地を捕獲した。
バンクスはアレクサンドリアに到着すると重要な伝言が待っていた。2週間前の3月12日、ユリシーズ・グラント将軍が北軍の総司令官に指名され、ハレックと交代していた。グラントの伝言では、「貴方の遠征の主目的を放棄することになったとしても」、A・J・スミス軍が4月半ばまでにシャーマンのところへ戻されなければならないので、「できるだけ早くシュリーブポートを奪取することが重要」であると告げていた。
カービー・スミスは80,000名近い部隊を招集していたが、この時もシュリーブポートに向かっていると分かった北軍3つの部隊に対応するためにどこへ軍隊を動かすべきか決めかねていた。テイラーはこの作戦全体で18,500名より多い部隊で戦うことは無かった。
バンクス軍は3月31日までにシュリーブポートからわずか65マイル (104 km)南のナチトチェスに到着した。フランクリン隊は雨のために1週間近くも遅れていたが、ポーター提督も機雷で覆われていたアレクサンドリアの滝をその一番重い砲艦を通すために同じくらい遅れており、問題にはならなかった。川はこの季節のいつもの水位に達していなかった。ポーターは内陸で綿花を集めるためにも時間を費やし、バンクスはその間に選挙を実行した。
このときテイラーは25マイル (40 km)北西のプレザントヒルにおり、その部隊はまだ20,000名以下だった。バンクスは多くの物資を集めると1週間後れの前進を続けた。
3月21日以降、騎兵と海軍の小競り合いが続いていた。4月2日、北軍アルバート・リー准将の騎兵師団が到着したばかりの南軍1,500名のテキサス騎兵隊と衝突した。これらの南軍は北軍の前進に抵抗を続けることになった。一方、北軍の情報網は進路の前方にテイラー軍と騎兵隊以外に別の部隊がいることを掴んだ。北軍の上級士官達は海軍の戦隊を除けば重大な南軍の抵抗勢力があるということに疑いを表明していた。バンクス軍はテイラー軍と騎兵隊を追い、川からは離れた深い松林地域に入っており、テイラー軍が前方にいるものと予測していた。北軍はプレザントヒルに接近すると、水のある宿営地が少なく、後方の部隊の位置が掴めないために、過度に伸びきっていた。テイラーはシュリーブポートへの後退を続けた。

### マンスフィールドの戦い
4月7日に、ウィルソン農園とテンマイル・バイユーで激しい騎兵戦がしばしば下馬して続いた。4月8日、リーはマンスフィールドの南3マイル (5 km)のモス・プランテーションで南軍の少数騎兵隊に大胆な突撃を掛けた。リーは2個歩兵旅団の助けも借りて南軍騎兵をハニーカットヒルに追い込んだ。テイラーは深い森の経路にそってある幾つかの畑の一つの側の森に1個歩兵師団を配置していた。その日の中頃には道の反対側の森にも2番目の師団を配置した。バンクス軍が正面に到着し両軍はおそらくどのくらいの敵と面しているのか十分に分かっていなかった。カービー・スミスはこの現場にいなかった。北軍に援軍が到着しないのを見て取った南軍側の誰かが午後4時に攻撃を命令した。アルフレッド・ムートン准将とその歩兵隊が幅800ヤード (720 m)の畑を横切りレールフェンス背後の北軍を攻撃し流血戦になった。一方、南軍のヘンリー・マトン提督の艦隊がポーターの艦隊を攻撃していた。
ムートンはその攻撃を続け、テイラーは支援隊のウォーカー師団を含め全線にわたって押し上げた。南軍の下馬した騎兵が北軍の側面に回った。バンクスが支援を求めた時刻が議論の対象となっているが、その部隊は間に合わず正面が包囲されるのを止められなかった。フランクリンは最初の戦闘の背後で砲兵隊と共に2番目の戦線を構築した。この部隊も結局優勢な敵に直面して逃走した。北軍背後の狭い道では幾つかの荷馬車が転覆され、北軍の大砲が捕獲された。南軍の兵士は北軍の荷馬車を略奪するために停止した。
マンスフィールドの戦いは終わった。結局、北軍は2,900名の損失を蒙った。南軍の損失は約1,500名だった。ムートン准将も損失の中の一人であり、その日遅く戦場で死んだ。北軍の艦隊も南軍の艦隊に敗北した。
南軍の指揮統制が戻り追撃に移るとその部隊は、北軍3番目の部隊、ウィリアム・エモリー将軍の約5,800名がバンクスとフランクリンに命じられてチャットマン・バイユーを見下ろす尾根の上にいるのに出くわした。北軍側はそこをプレザント・グラブと呼んだ。夜が訪れ、バンクス軍がこの場所を取ろうという試みを撃退したのは明らかだったが、北軍は貴重な水を確保していなかった。翌4月9日、テイラーはバンクス軍がプレザントヒルまで撤退したことを知った。水が欠乏したことと、A・J・スミス隊が追随してくるか分からなかったことが恐らくは撤退の大きな理由だった。

### プレザントヒルの戦い
4月9日午後4時、南軍は新着のトマス・J・チャーチル准将の歩兵隊が北軍への攻撃を始めた。テイラーはその部隊を北軍の側面に送ったと考えたが実際には中央だった。南軍の騎兵隊も陣配置を見誤り、側面から激しい銃火を浴びた。チャーチル隊は北軍中央の陣地を崩壊させたが、このことで自隊はA・J・スミスのまだ使われていなかった師団がUの字に構えていたその真ん中に嵌ることになった。前進していた北軍の右翼も崩壊したが、スミスとモーワーの部隊が反撃を開始し、隣接していた連隊も加わってテイラー隊をプレザントヒル近辺から壊走させた。幾つかの大砲を取り戻せた。
バンクスは、水や馬の飼料が欠乏し、補給船がどこにいるか分からず、さらに年長の士官たちの意見が割れたために、下流のナケテシュとグランド・エコールまでの急速な撤退を命じた。プレザントヒルの戦いにおける両軍はほぼ同数の1,600名の損失を出した。北軍にとっては戦術的勝利だったが、上流で何ものも得られなければ北軍の努力も徒労になったので、南軍の戦略的勝利となった。

## カービー・スミスが南軍を割る
スティール将軍は補給の困難さと南軍との幾つかの戦闘のためにシュリーブポートに辿り着くことは無かったが、バンクスはスティールとの連絡が取れなかった。スティールのキャムデン遠征はスティールがリトルロックに引き上げることで終わった。
川の上流では南軍が支流に水を引き、既に低かったレッド川の水位がさらに低くなった。緩り川上に向かっていたポーター提督がバンクス軍の後退を知ったときに、ポーター戦隊も追随した。途中で短時間の交戦があり、この時に南軍の騎兵隊長トマス・グリーンが艦砲の砲弾で戦死した。
グランド・エコールではバンクスがグラントから軍隊をニューオーリンズに移動させ、このことについてはきつく秘密を保つよう命令を受け取った。川の水位は下がり続け、すべての補給船が下流に戻らなければならなかった。バンクスと気難しいA・J・スミスや海軍、さらにはその他の将軍大半との関係は、敗北と認識されるものに巻き込まれたと考えることで悪化した。
カービー・スミスは、テイラー将軍がその部隊をバンクス隊に対抗するために使うべきと強く抗議したにも拘らず、2個師団を北のアーカンソー州に送ってスティール隊を潰すという決断をした。バンクスはテイラーの5,000名ほどの部隊が南で活動していることを識り、南のアレクサンドリアへの急速な撤退を命じた。4月23日のモネッツフェリーの戦いではバンクス隊のいくらかがケーン川を渡って南軍の側面を衝き、少数の抵抗勢力を逃亡させた。アレクサンドリアまでの行軍の残りでは見るべきものは無かったが、ポーターは動きがとれなくなったUSSイーストポートを爆破したために遅れた後で、ケーン川河口で奇襲攻撃にあった。

## バンクス軍の撤退
ポーターはアレクサンドリアの滝でその装甲砲艦の多くを通すことができなかった。ジョセフ・ベイリー大佐が堰を考え出し、それにバンクスは夜も昼も注意を向けることになった。部分的な堰が崩壊するまでに数隻は通過した。上流にもう一つ堰が作られて水深を増し、行軍を再開することができた。アレクサンドリアではバンクスと他の多くの将軍たちとの関係がさらに悪化した。どちらもが親しい新聞や支持者達に誇張された話を送った。ジョン・A・マクラーナンド将軍がテキサスから援軍を率いて到着し、マクラーナンド自身もA・J・スミスやポーターとの関係が以前からうまく行っていなかった。A・J・スミスは従いたいと思う命令にしか従わなかった。テイラーは自軍を巧妙に使って北軍の指導層に自軍の勢力を実際より多く信じさせることに成功していたが、堰の建設は妨害しなかった。むしろ艦船を攻撃することで下流を堰き止めた。南軍は綿花の多くを焼却したために、多くの投機家達はアレクサンドリアで失望した。
北軍がアレクサンドリアを発ったとき、町は炎に包まれたが、その出火原因については議論が続いている。ミシシッピ川に至る過程で5月16日にマンスーラの戦いが起こったがほとんど損失は出なかった。続いて5月18日にイェロー・バイユーの戦いが起こり、燃える林の中でそこそこの損失が出た。輸送船も一緒になって動き、北軍は広いアトチャファラヤ川を渡ることができた。テイラー将軍は北軍の帰還を阻止すると明言していたが、それはできなかった。テイラーはカービー・スミスが支援してくれなかったことを非難した。バンクス将軍がミシシッピ川に近い所まで到着すると、エドワード・キャンビー将軍が待っており、この時点でメキシコ湾岸軍の野戦指揮官職を交代することになった。

## 結果
レッド川方面作戦は北軍のしくじりであり、その結果は戦争の行方に大きな影響を及ぼさなかった。モービルを占領するというより重要な目標から北軍の行動を逸らせたことから、戦争を数ヶ月長引かせたとも言うことができる。レッド川方面作戦を遂行していなければモービル占領は1864年6月にできていただろうが、実際には1865年まで待たなければならなかった。
この方面作戦の失敗で実質的にバンクスの軍歴は終わりを告げ、作戦の間に押収した綿花からの利益を巡る議論によって後の政歴も傷つけることになった。ポーター提督は作戦中に戦利品として得た綿花から少なからぬ額の利益を得ていた。
南軍はムートンとグリーンという要となる指揮官2人を失い、損失を蒙った兵力は回復できなかった。おそらくもっと重要なことは攻撃的なテイラーと慎重なスミスの間の関係が、最も重要な時にテイラーの軍隊の半分を割くというスミスの決断に関する見解の不一致で永遠に壊れてしまったことだった。アレクサンドリアの滝の上で救いようのない状態に置かれた北軍の艦隊全体を捕獲する機会を失ったことは、テイラーの死の時まで心の傷になった。
チカソー族インディアンのバートン・アレン・ホルダーに率いられた最初のインディアン連隊は第22テキサス騎兵連隊とされ、レッド川とテキサスの新しい地域を北軍の手から守り、戦争の残り期間続いた。